# Helen Karo
Helen Karo (* 1. November 1974) ist eine ehemalige schwedische Fußballschiedsrichterassistentin.
Karo war (meist als Assistentin von Jenny Palmqvist) unter anderem Schiedsrichterassistentin beim olympischen Fußballturnier 2008 in Peking, bei der Europameisterschaft 2009 in Finnland, bei der Weltmeisterschaft 2011 in Deutschland (als Assistentin von Jenny Palmqvist), beim olympischen Fußballturnier 2012 in London, bei der Europameisterschaft 2013 in Schweden und bei der U-17-Weltmeisterschaft 2014 in Costa Rica.
Am 17. Mai 2012 leiteten Jenny Palmqvist, Helen Karo und Anna Nyström das Finale der Women’s Champions League 2011/12 zwischen Olympique Lyon und dem 1. FFC Frankfurt (2:0) in Olympiastadion München.
2014 beendete sie ihre aktive Schiedsrichterkarriere.